# أغا عليلو
أغا عليلو هي قرية في مقاطعة هريس، إيران. عدد سكان هذه القرية هو 186 في سنة 2006.